# Danny Wintjens
Danny Wintjens (Maastricht, 30 september 1983) is een voormalig Nederlands professioneel voetballer die als doelman fungeerde.

## Carrière
Wintjens begon zijn profcarrière bij MVV uit zijn geboorteplaats Maastricht. Na vier seizoenen bij MVV te hebben gespeeld vertrok hij naar FC Twente waar hij weinig plezier beleefde als derde keeper. Na het seizoen werd hij overgenomen door sc Heerenveen om daar derde keeper te worden. In de zomer van 2007 maakte Wintjens de overstap naar het gepromoveerde VVV, waar hij de basisplaats van de blunderende Kevin Begois overnam. Wintjens werd als groot talent gezien, tot hij aan het einde van zijn drie jaar durende contract zijn basisplaats toch weer kwijtraakte aan Begois. Zijn contract werd niet verlengd, dus hij vertrok in de zomer van seizoen 2009/10 transfervrij naar het noodlijdende Fortuna Sittard, om de naar SC Cambuur Leeuwarden vertrokken David Meul te doen vergeten. Op 16 augustus 2012 werd bekendgemaakt dat Wintjens de overstap zou maken naar PEC Zwolle. Na één jaar in Zwolse dienst te hebben gespeeld keerde hij op 27 mei 2013 terug naar Venlo, om daar opnieuw uit te komen voor VVV.
VVV verhuurde Wintjens in januari 2015 voor een half seizoen aan PSV. Dat had vanwege een blessure van Nigel Bertrams tijdelijk behoefte aan een nieuwe derde doelman. Zijn contract met VVV, dat nog doorliep tot juli 2016, werd tevens per direct ontbonden. Wintjens kwam in zijn tijd bij PSV alleen in actie voor Jong PSV, in de Eerste divisie. Daarna trad hij in dienst bij Bocholter VV, op dat moment actief in de Derde klasse.

## Clubstatistieken
| Seizoen | Club            | Competitie     | Duels | Goals |
| ------- | --------------- | -------------- | ----- | ----- |
| 2001/02 | MVV Maastricht  | Eerste divisie | 6     | 0     |
| 2002/03 | MVV Maastricht  | Eerste divisie | 19    | 0     |
| 2003/04 | MVV Maastricht  | Eerste divisie | 36    | 0     |
| 2004/05 | MVV Maastricht  | Eerste divisie | 7     | 0     |
| 2005/06 | FC Twente       | Eredivisie     | 0     | 0     |
| 2006/07 | sc Heerenveen   | Eredivisie     | 0     | 0     |
| 2007/08 | VVV-Venlo       | Eredivisie     | 20    | 0     |
| 2008/09 | VVV-Venlo       | Eerste divisie | 18    | 0     |
| 2009/10 | Fortuna Sittard | Eerste divisie | 35    | 0     |
| 2010/11 | Fortuna Sittard | Eerste divisie | 32    | 0     |
| 2011/12 | Fortuna Sittard | Eerste divisie | 31    | 0     |
| 2012/13 | PEC Zwolle      | Eredivisie     | 5     | 0     |
| 2013/14 | VVV-Venlo       | Eerste divisie | 5     | 0     |
| 2014/15 | VVV-Venlo       | Eerste divisie | 5     | 0     |
| 2014/15 | → PSV           | Eredivisie     | 0     | 0     |
| 2014/15 | → Jong PSV      | Eerste divisie | 4     | 0     |
| Totaal  | Totaal          | Totaal         | 223   | 0     |

## Erelijst

### MetPSV
| Nationaal           |    |         |
| Kampioen Eredivisie | 1x | 2014/15 |